# Sea Trucks Group
Sea Trucks Group ist ein weltweit tätiges Unternehmen das Assistant-Dienstleistungen für die Öl- und Gasindustrie anbietet. Kernarbeitsgebiet ist die Küste vor Nigeria. Sitz der Firma ist Lagos, Nigeria. Eine Niederlassung befindet sich auch in Rotterdam, Niederlande.

## Geschichte
Im Jahr 1977 wurde die Foundation of Sea Trucks Nigeria Ltd., gegründet. Diese charterte zunächst kleine Schiffe um der Öl- und Gasindustrie im Nigerdelta Transportmöglichkeiten anzubieten. In den 1980ern etablierte die Firma Dienstleistungskapazitäten in Warri, Nigeria. Dort werden die Schiffe repariert und gewartet. Zudem wurde von dort auch das Geschäft mit der Binnenschifffahrt gestartet. In den 1990ern wuchs die Firma stark und erweiterte ihre Anlage um einen Trockendock, einen Versorgungsstützpunkt und eine Flotte mit Ankerziehschleppern. Im Jahr 2000 eröffnete die Firma eine Niederlassung in Shanghai um ihre erteilten Bauaufträge vor Ort zu überwachen. Von 2000 bis 2006 wurde die Jascon Schlepper und Produktionsstätten in Onne, Nigeria, und Schardscha, VAE, ausgebaut. Von 2007 bis 2010  wurden fünf Mehrzweckschiffe vom Typ DP-3 in  Dienst gestellt.
Die Schiffe werden von West African Ventures, einer Tochterfirma der Sea Trucks Group betrieben. Ein Hauptkunde ist die Chevron Corporation in Nigeria.
Der im Jahr 2004 in Dienst gestellte Schlepper Jascon 4 sank im Mai 2013 bei dem Schleppversuch eines Tankers.

## Schiffe

### Konstruktions- und Spezialschiffe
1. Jascon 18, DP-3 Pipelay and Construction
2. Jascon 25, DP-3 Pipelay and Construction
3. Jascon 30, DP-3 Pipelay and Construction
4. Jascon 34, DP-3 Pipelay and Construction
5. Jascon 28, DP-3 Accommodation and Construction
6. Jascon 31, DP-3 Accommodation and Construction
7. Jascon 2,  Pipelay and Construction
8. Jascon 55, DP-2 Construction Support
9. Jascon 8

### Ankerziehschlepper
1. Jascon 10
2. Jascon 20/21
3. Jascon 22
4. Jascon 23/24
5. Jascon 26
6. Jascon 29
7. Jascon 39/40
8. Jascon 45/46
9. Walvis 1
10. Walvis 2
11. Walvis 6/7

### AHT/LH Vessels
| Name         | Spezifikation | Auftrag | Hafen           | Maschine                        |
| ------------ | ------------- | ------- | --------------- | ------------------------------- |
| Jascon 3     | Schlepper     | ?       | Kingstown/Lagos |                                 |
| Jascon 11/12 | Schlepper     | ?       | Lagos           | 2 × Caterpillar 3516B – 2575 PS |